# Torre del portal d'Urgell
La torre del portal d'Urgell era una de les dues torres defensives que formaven el portal d'Urgell, a les muralles de Tàrrega (Urgell). Construïda entre el 1336 i 1370, durant el regnat de Pere III i amb motiu de la guerra contra Castella. La torre es va descobrir el febrer de 2017, arran d'unes obres de reforma al carrer d'Urgell. L'Ajuntament de Tàrrega va signar un conveni amb els propietaris de les cases 2 i 4 del carrer del Pou de Gel, en els quals s'han localitzat les restes de la torre, i aquell mateix any, sota la supervisió del Museu Comarcal de l'Urgell, es va arrencar l'arrebossat de la façana, deixant a la vista els carreus de pedra de la torre, fins a una alçada de 6 metres, inclosa una espitllera.